# Braceville
Braceville è un villaggio degli Stati Uniti d'America, situato nello Stato dell'Illinois, diviso tra la contea di Will e la contea di Grundy.